# Hans-Joachim Busch
Hans-Joachim Busch (* 13. Juli 1951 in Siegen-Wittgenstein) ist ein deutscher Sozialpsychologe und Supervisor. In seiner wissenschaftlichen Arbeit beschäftigt er sich mit einem psychoanalytischen Ansatz der Sozialpsychologie. Er steht in der Tradition der kritischen Theorie der Frankfurter Schule.

## Leben
Nach dem Studium der Soziologie und Philosophie in Frankfurt am Main promovierte Hans-Joachim Busch 1983 am Fachbereich Gesellschaftswissenschaften der J. W. Goethe-Universität bei Alfred Lorenzer. Nach einer kurzen Tätigkeit als Erzieher arbeitete er ab 1984 als wissenschaftlicher Mitarbeiter am Sigmund-Freud-Institut (SFI) in Frankfurt am Main in der von Klaus Horn  geleiteten Abteilung für Sozialpsychologie. 1985 verstarb Klaus Horn. Busch wurde der Herausgeber von Horns gesammelten Werken.
2000 habilitierte Hans-Joachim Busch mit seiner Arbeit zu dem Thema Subjektivität in der Spätmodernen Gesellschaft. Es schloss sich eine Privatdozentur am Fachbereich Gesellschaftswissenschaften der Universität Frankfurt an. Von 2004 bis 2006 vertrat Busch eine Professur für Soziologie und Sozialpsychologie am genannten Fachbereich und hatte ab 2007 bis zu seiner Verrentung Ende 2016 eine Apl. Professur für Soziologie und Sozialpsychologie mit dem Schwerpunkt Empirische Bildungsforschung inne. Hans-Joachim Busch ist diplomierter Supervisor und berät Teams und Einzelpersonen. Einen Schwerpunkt bildet dabei die Arbeit mit konfessionellen Einrichtungen.

## Leistungen/Forschungsschwerpunkte
In der Forschung beschäftigte Busch sich im Wesentlichen mit der Theorie und Methode psychoanalytischer Sozialpsychologie, Subjekttheorie, politischer Psychologie und der psychoanalytischer Gegenwartsdiagnose. Schwerpunkte seiner Arbeit waren zudem die Supervision und Organisationsberatung.
Er ist Herausgeber der gesammelten Werke des Sozialpsychologen Klaus Horn, der die Abteilung Sozialpsychologie am Sigmund-Freud-Institut leitete und Professor der Universität Frankfurt war. Seit 1985 ist Busch Sprecher und Geschäftsführer des Arbeitskreises Politische Psychologie (DPWP) der Deutschen Vereinigung für Politikwissenschaften (DVPW).
Immer wieder trägt Busch mit seiner Arbeit zu dem öffentlichen Diskurs über aktuelle gesellschaftspolitische Entwicklungen bei („Sozialpsychologie des Merkelismus“).

## Veröffentlichungen
- Hans-Joachim Busch: Subjektivität in der spätmodernen Gesellschaft. 1. Auflage. Velbrück Wissenschaft, Weilerswist 2001, ISBN 978-3-934730-35-9, S. 320.
- Hans-Joachim Busch (Hrsg.): Spuren des Subjekts. Positionen psychoanalytischer Sozialpsychologie. 1. Auflage. Vandenhoeck & Ruprecht, Göttingen 2008, ISBN 978-3-525-45404-6, S. 288.
- Hans-Joachim Busch, Angelika Ebrecht (Hrsg.): Die Intimisierung der Öffentlichkeit. Zur Psychologie und Politik eines Strukturwandels. 1. Auflage. Psychosozial-Verlag, 2005, ISSN 0171-3434, S. 144.
- Hans-Joachim Busch, Stephan Hau, Heinrich Deserno: Depression – zwischen Lebensgefühl und Krankheit. 1. Auflage. Vandenhoeck & Ruprecht, Göttingen 2005, ISBN 978-3-525-45163-2, S. 254.
- Hans-Joachim Busch, Angelika Ebrecht (Hrsg.): Liebe im Kapitalismus. 1. Auflage. Psychosozial-Verlag, Gießen 2008, ISBN 978-3-89806-847-5, S. 240.